# Myrtil-Joseph Sénéca
Pour les articles homonymes, voir Sénéca (homonymie).
Myrtil-Joseph Sénéca est un magistrat et homme politique français né le 11 mai 1800 à Abbeville (Somme) et mort le 24 septembre 1878 à Baincthun (Pas-de-Calais).

## Biographie
Avocat à Paris, Myrtil-Joseph Sénéca devient magistrat en 1827, comme juge auditeur à Saint-Omer. Il y est substitut en 1829, puis occupe le même poste à Lille en 1833. Procureur à Arras en 1834, il est avocat général à Douai en 1836, à Orléans en 1842 et à Bordeaux en 1847. Il est nommé procureur général à Montpellier en 1849, à Nancy en 1850 et devient directeur des Affaires criminelles et des Grâces en 1851. Conseiller à la Cour de cassation en 1853, il prend se retraite en 1864. 
Il devient conseiller général du canton de Desvres (Pas-de-Calais) en 1856 et député de la Somme de 1863 à 1870, siégeant dans la majorité soutenant le Second Empire. Il est le rapporteur de la loi de 1864 sur la liberté syndicale et de celle de 1867 sur les municipalités.

## Distinctions
- Commandeur de la Légion d'honneur[1]